# Kimberley Warnat
Kimberley „Kim“ Warnat (* vor 1985 in British Columbia) ist eine kanadische Schauspielerin.

## Schauspielerische Karriere
Warnat ist vorwiegend bekannt für ihre Rolle als Kit Kroger in der Fernsehserie Nothing Too Good for a Cowboy (1999–2000), in der sie an der Seite von Yannick Bisson, Ted Atherton und Sarah Chalke spielte. Weitere Fernsehserien, in denen sie wiederholt auftrat, waren You, Me and the Kids (1998/1999), Strange World (1999), Edgemont (2005) und Saved (2006). Vereinzelte Gastrollen hatte sie unter anderem in Grusel, Grauen, Gänsehaut (1994), Millennium (1998), Andromeda (2000), Outer Limits (2001), Supernatural (2007) und Stargate Atlantis (2007).
Zu ihren Filmen mit nennenswerten Rollen zählen Todesdiät – Der Preis der Schönheit (1996), Emily und der kleine Bär (1997) sowie dessen Sequel Bear with Me (2000), Silver Wolf (1999), und schließlich Monster Village – Das Dorf der Verfluchten (2008), in dem sie ihren bisher letzten Auftritt hatte.

## Filmografie
- 1990: Babynapping – Roberts Entführung (Always Remember I Love You, Fernsehfilm)
- 1991: Bingo – Kuck mal, wer da bellt! (Bingo)
- 1993: Leben am seidenen Faden (Born Too Soon, Fernsehfilm)
- 1994: Grusel, Grauen, Gänsehaut (Are You Afraid of the Dark?, Fernsehserie, eine Folge)
- 1995: Gold Diggers – Das Geheimnis von Bear Mountain (Gold Diggers: The Secret of Bear Mountain)
- 1996: Todesdiät – Der Preis der Schönheit (When Friendship Kills, Fernsehfilm)
- 1996: Killing Friends – Zerstörerische Freundschaft (My Very Best Friend, Fernsehfilm)
- 1996: Fröhliche Weihnachten Mr. Präsident (The Angel of Pennsylvania Avenue, Fernsehfilm)
- 1997: Die Krieger des Tao-Universums (Warriors of Virtue)
- 1997: Ich bin schuld an deinem Tod (The Accident: A Moment of Truth Movie, Fernsehfilm)
- 1997: Emily und der kleine Bär (Ms. Bear)
- 1998: Voll auf Risiko (Playing to Win: A Moment of Truth Movie, Fernsehfilm)
- 1998: Millennium – Fürchte deinen Nächsten wie Dich selbst (Millennium, Fernsehserie, eine Folge)
- 1998–1999: You, Me and the Kids (Fernsehserie, 2 Folgen)
- 1999: Silver Wolf (Fernsehfilm)
- 1999: Geheimprojekt X – Dem Bösen auf der Spur (Strange World, Fernsehserie, eine Folge)
- 1999: Unantastbar – Unsere ehrwürdigen Söhne (Our Guys: Outrage at Glen Ridge, Fernsehfilm)
- 1999: Erdbeben-Inferno: Wenn die Welt untergeht (Aftershock: Earthquake in New York, Zweiteiler)
- 1999–2000: Nothing Too Good for a Cowboy (Fernsehserie, 21 Folgen)
- 2000: Mord im Namen des Volkes (In the Name of the People, Fernsehfilm)
- 2000: 2gether (2gether: The Series, Fernsehserie, eine Folge)
- 2000: Bear with Me
- 2000: Duell in der Nordwand (Final Ascent, Fernsehfilm)
- 2000: Andromeda (Fernsehserie, eine Folge)
- 2000: Papa’s Angels – Bewegte Zeiten (Papa’s Angels, Fernsehfilm)
- 2001: Outer Limits – Die unbekannte Dimension (The Outer Limits, Fernsehserie, eine Folge)
- 2001–2002: Mary-Kate and Ashley in Action! (Fernsehserie, 4 Folgen)
- 2002: Glory Days (Fernsehserie, eine Folge)
- 2002: Wolf Lake (Fernsehserie, eine Folge)
- 2002: Due East (Fernsehfilm)
- 2003: The Stranger Beside Me (Fernsehfilm)
- 2003: Freddy vs. Jason
- 2004: The Collector (Fernsehserie, eine Folge)
- 2004: Road Party (Going the Distance)
- 2005: Edgemont (Fernsehserie, 2 Folgen)
- 2006: Eight Days to Live (Fernsehfilm)
- 2006: Murder on Pleasant Drive (Fernsehfilm)
- 2006: Die Geheimnisse von Whistler (Whistler, Fernsehserie, eine Folge)
- 2006: Saved (Fernsehserie, 3 Folgen)
- 2006: Totally Awesome (Fernsehfilm)
- 2007: The Bad Son (Fernsehfilm)
- 2007: Supernatural (Fernsehserie, eine Folge)
- 2007: Stargate Atlantis (Stargate: Atlantis, Fernsehserie, eine Folge)
- 2008: Monster Village – Das Dorf der Verfluchten (Ogre, Fernsehfilm)